# Будинок на вулиці Дорошенка, 15 (Львів)
Будинок за адресою вулиця Дорошенка, 15 у Львові — наріжний багатоквартирний житловий чотириповерховий будинок на перетині вулиць Дорошенка та Банківської. Пам'ятка архітектури місцевого значення № 735.

## Історія
Будинок збудовано архітектором Тадеєм Обмінським, який працював в одній і тій же архітектурній фірмі, що і Міхал Улям і Зигмунт Кендзерський, у 1906–1907 році на замовлення  Юзефа Гаусмана. Також деякі джерела подають, що архітектором був Зигмунт Кендзерський.На першому поверсі будинку була кав'ярня Сан-Сусі, де в сусідньому будинку знаходився однойменний готель. Пізніше в цьому приміщені розміщувався торговий склад-гуртівня Вайта, де продавались вино, горілка, лікери. Після другої світової війни магазин «Укрголоввино». У 1970-1980-их роках, тут була студія звукозапису. Тепер у будинку розташовується «Діамант Банк».

## Архітектура

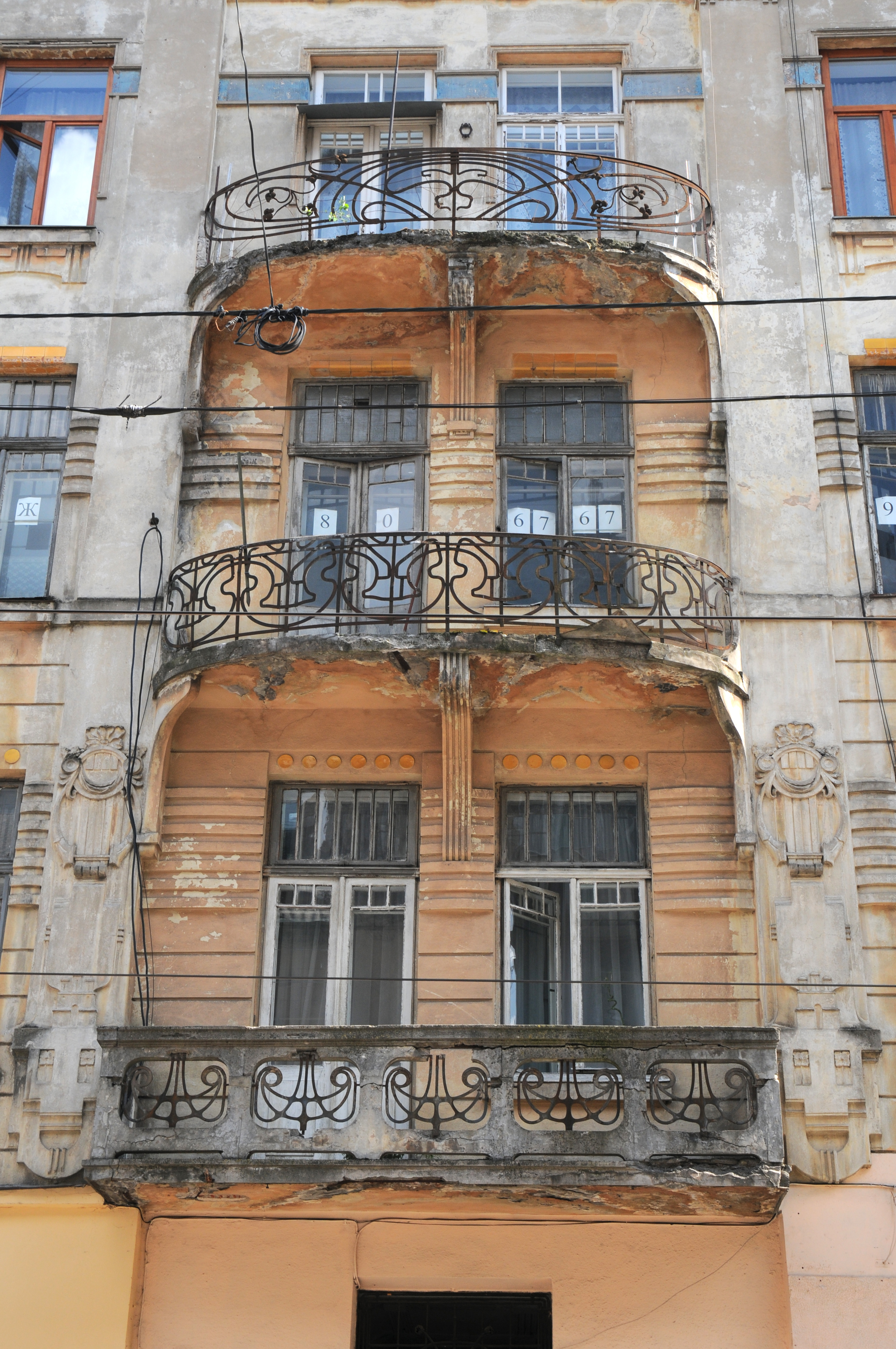
Балкони на будинку

Чотириповерховий цегляний будинок, зі секційним внутрішнім плануванням, зведений у стилі сецесія. Фасад будинку аналогічний з обох боків вулиць, симетричний, з двома бічними розкрепуваннями та напівсферичним наріжним об'ємом. Перший поверх за призначенням використовується як торговий. На бічних розкрепуваннях балкони на другому, третьому на четвертому поверхах, на другому поверсі балкон з ліпною огорожею, на третьому та четвертому ковані ґрати. Також на наріжному об'ємі, на рівні четвертого поверху балкон з гнутими ґратами, кольоровою керамікою і абаваном на стеблиноподібних опорах. Завершені бічні розкрепування та наріжний об'єм ліпним декоративним аттиком. На фасаді будинку також часто зустрічаються різні елементи декору, ліпні картуші у вигляді лір, керамічні вставки над вікнами, прямокутний майоліковий фриз між вікнами четвертого поверху та ажурна огорожа даху.